# Camptonville (Kalifornija)
Camptonville je naseljeno područje za statističke svrhe u američkoj saveznoj državi Kalifornija. Prema popisu stanovništva iz 2010. u njemu je živjelo 158 stanovnika.